# 슈퍼노바 지구 탈출기
《슈퍼노바 지구 탈출기》(영어: Escape from Planet Earth)는 2013년 개봉한 코미디 모험 SF 애니메이션 영화이다.

## 줄거리
허세작렬 우주 영웅 ‘스코치’와 BASA의 소심한 천재 기술자 ‘게리’는 어느 날 어둠의 별(지구)에서 사라진 외계인들을 구출하라는 임파서블한 미션을 받게 된다. 그 동안 사라진 외계인들은 탈출 불가능한 감옥 ‘51 구역’에서 구글, 애플, 페이스북 등 지상 최고의 발명품들을 만들어 내며 고향 별로 돌아갈 날을 손꼽아 기다리고 있는 상황! 하지만 ‘스코치’는 외계인들을 구출하기도 전에 지구인들에게 납치되고, 설상가상 ‘스코치’를 구하기 위해 온 ‘게리’마저 ‘51 구역’ 외계인 납치 주동자 ‘섕커 장군’에게 잡히고 마는데…

## 목소리 출연
- 롭 코드리 - 게리 슈퍼노바 역
- 브렌던 프레이저 - 스코치 슈퍼노바 역
- 세라 제시카 파커 - 키라 슈퍼노바 역
- 윌리엄 섀트너 - 섕커 장군 역
  - 조슈아 러시 - 어릴 적의 섕커 장군
- 제시카 앨바 - 리나 새클먼 역
- 크레이그 로빈슨 - 독 역
- 조지 로페즈 - 서먼 역
- 제인 린치 - 아이오 역
- 소피아 베르가라 - 개비 배블브룩 역
- 리키 저베이스 - 제임스 빙 씨 역
- 스티브 잔 - 호크 역
- 크리스 파넬 - 해머 역
- 조너선 모건 하이트 - 킵 슈퍼노바 역
- 빌 헤이더 - 아나운서 역 (크레디트 미기재)

### 우리말 더빙
- 임채헌 - 스코치(브렌던 프레이저)
- 소연 - 리나(제시카 앨바) / 키퍼
- 남도형 - 게리(롭 코드리)

## 기타 제작진
- 총괄 제작: 토니 리치